# Chuck Yeager

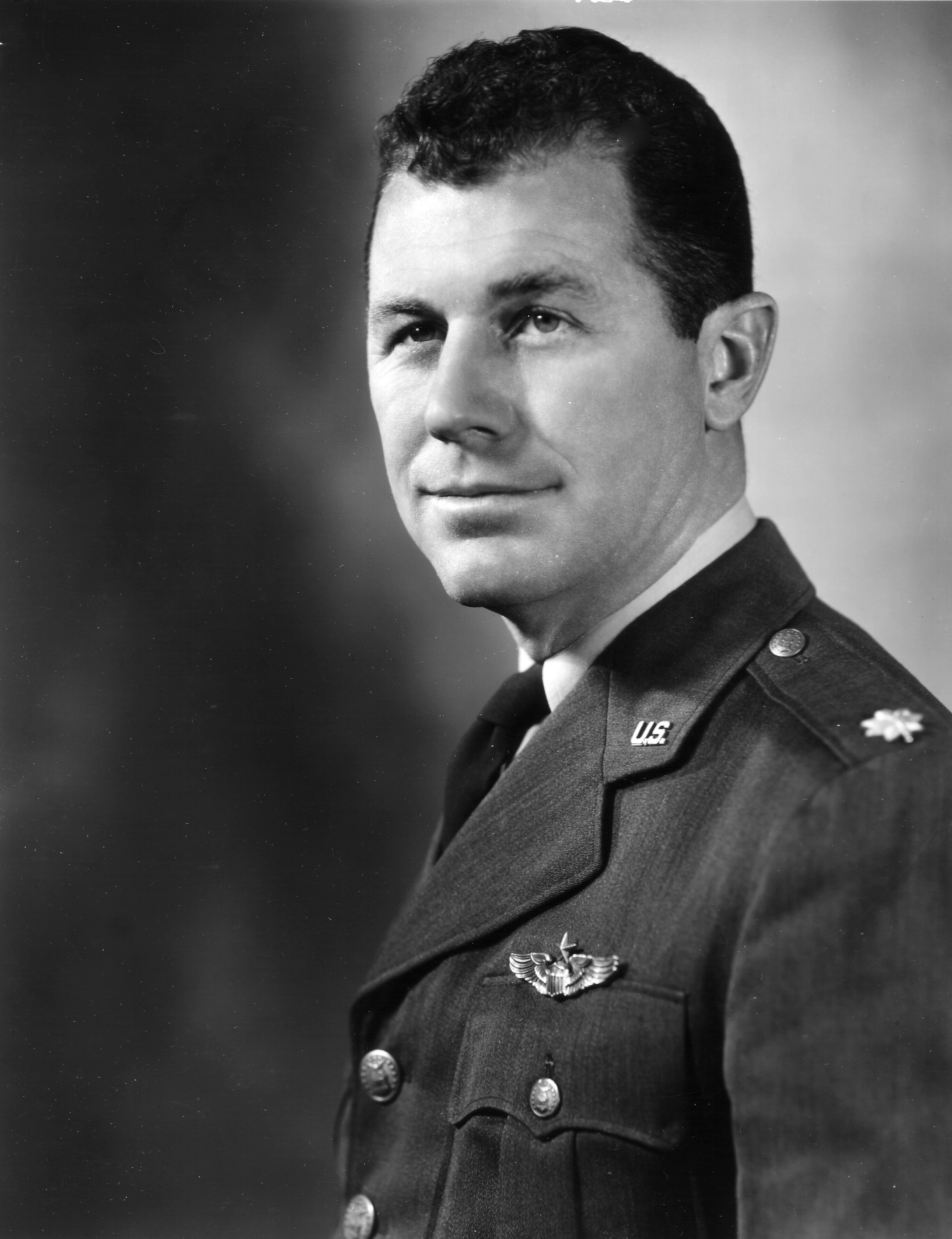
Chuck Yeager, 1950

Charles Elwood „Chuck“ Yeager (* 13. Februar 1923 in Myra, West Virginia; † 7. Dezember 2020 in Los Angeles, Kalifornien) war ein US-amerikanischer Fliegerveteran des Zweiten Weltkriegs, Testpilot und Brigadegeneral. Als offiziell erster Mensch durchbrach er 1947 die Schallmauer im Horizontalflug. In der Folgezeit stellte Yeager weitere Geschwindigkeits- und Höhenrekorde auf.

## Leben

### Frühe Jahre
Yeager war das zweite von fünf Kindern der Landwirte Susie Mae (geb. Sizemore) und Albert Hal Yeager. Er hatte zwei Brüder, Roy und Hal jr., sowie zwei Schwestern, Doris Ann und Pansy Lee. Seine aus Deutschland und den Niederlanden stammenden Vorfahren hatten sich im 19. Jahrhundert in West Virginia angesiedelt. Der Familienname ist eine Transkription des deutschen „Jäger“ und wird ähnlich ausgesprochen.
Yeager schloss die High School in Hamlin, West Virginia ab. Seine erste Begegnung mit dem Militär hatte er bei der Teilnahme am Citizens Military Training Camp im Fort Benjamin Harrison 1939 und 1940.

### Zweiter Weltkrieg
Yeager meldete sich am 12. September 1941 als Freiwilliger bei den US Army Air Forces und wurde in Victorville Army Air Field, Kalifornien, zum Flugzeugmechaniker ausgebildet. Im Juli 1942 begann er im Rahmen des „Flying Sergeants“-Programms mit dem Flugtraining. Bei seinem ersten Flug wurde er luftkrank, was ihn allerdings nicht abschreckte. Bald wurde sein außergewöhnliches fliegerisches Talent erkennbar. Am 10. März 1943 erhielt er seinen Flugschein und die Beförderung zum Flight Officer in Luke Field, Arizona. Er wurde der 357th Fighter Group in Tonopah, Nevada, zugeteilt und begann seine Kampfpilotenausbildung auf einer Bell P-39.

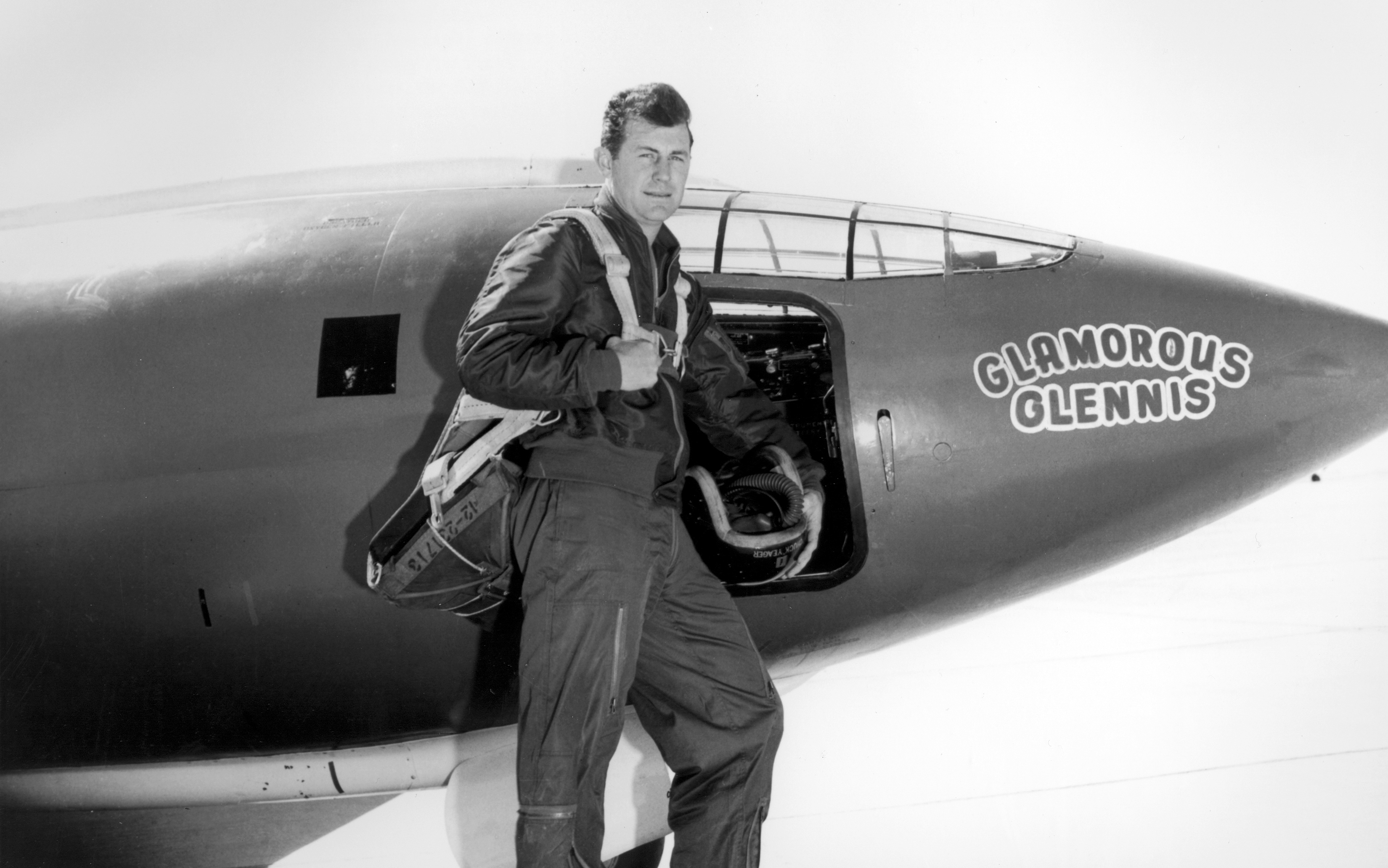
Chuck Yeager vor dem Cockpit der Bell X-1

Im Dezember 1943 wurde Yeagers Gruppe nach Europa verlegt und in Großbritannien auf der RAF-Station Leiston stationiert. Er flog dort P-51 Mustangs, die er nach seiner Freundin und späteren Ehefrau Glennis Faye Dickhouse jeweils „Glamorous Glenn“ („Bezaubernde Glenn“), nacheinander mit den römischen Zahlen I bis III versehen, taufte. Nach einem Luftsieg wurde Yeager bei seiner achten Mission über Frankreich am 5. März 1944 abgeschossen. Mit Hilfe der französischen Résistance gelang ihm am 30. März die Flucht nach Spanien; er kehrte am 15. Mai nach Großbritannien zurück, nicht ohne zuvor den Widerständlern seine von seinem Vater erlernten Kenntnisse im Bombenbauen weitergegeben zu haben. Yeager wollte erneut Kampfeinsätze über Europa fliegen, doch gab es eine Anweisung, Piloten, die aus einem besetzten Land fliehen konnten, nicht erneut über feindlich besetztem Gebiet fliegen zu lassen. Hintergrund war die Befürchtung, dass sie den Deutschen im Falle einer erneuten Gefangennahme Informationen über die Widerstandsgruppen preisgeben konnten. Doch ihm und einem weiteren aus Frankreich geflüchteten Piloten, Fred Glover, gelang es am 12. Juni 1944 in einem Gespräch mit dem obersten alliierten Befehlshaber, General Dwight D. Eisenhower, ihn von ihrem Anliegen zu überzeugen. Sie argumentierten, dass sich die Maquis-Widerstandsgruppen nach der Invasion Kontinentaleuropas inzwischen im offenen Kampf mit der deutschen Wehrmacht befänden und somit die Begründung für das Einsatzverbot hinfällig wäre. Nachdem Eisenhower die Erlaubnis des Kriegsministeriums eingeholt hatte, in diesem Fall selbst zu entscheiden, kam er dem Wunsch der beiden Piloten nach. Kurze Zeit später wurde Yeager das erste Fliegerass der 357th Fighter Group, welches in einem einzigen Einsatz fünf Luftsiege verbuchen konnte („ace in a day“), wobei er u. a. zwei Me 109 zur Kollision brachte, ohne einen Schuss abgefeuert zu haben. Hierfür wurde er mit dem Silver Star ausgezeichnet.

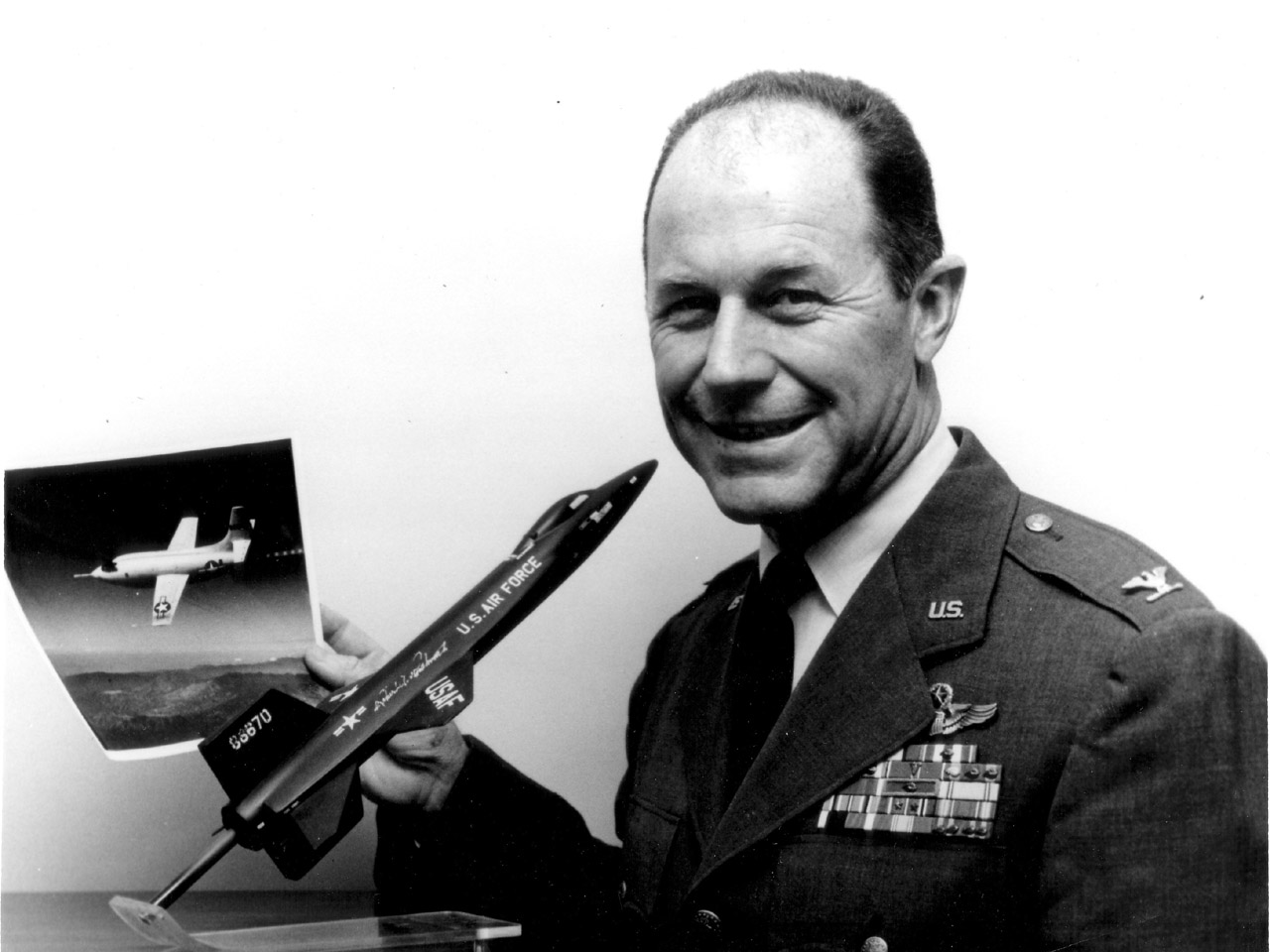
Chuck Yeager, 1959

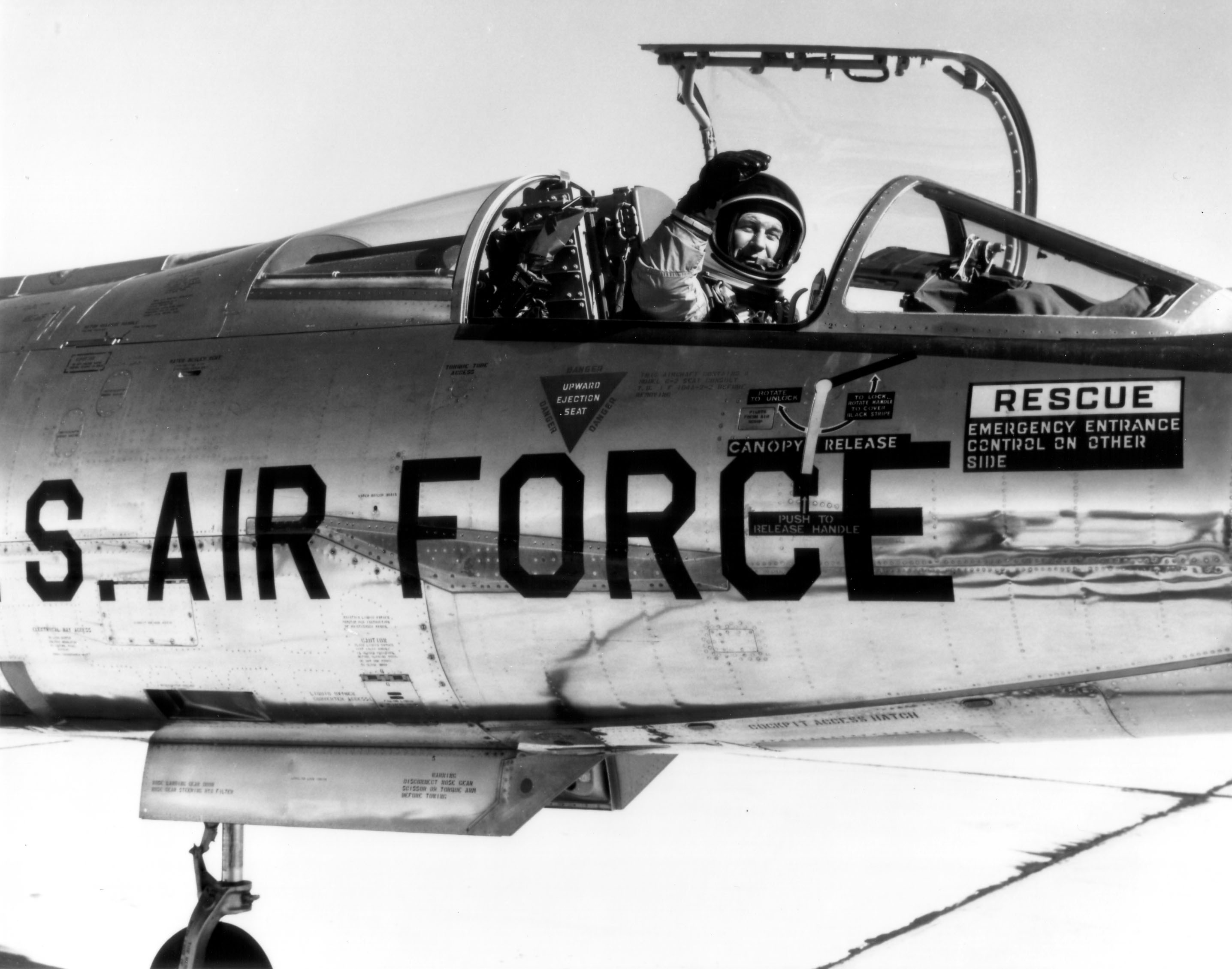
Chuck Yeager im Cockpit einer NF-104, 4. Dezember 1963

Yeager beendete den Krieg mit 11,5 offiziellen Abschüssen, wobei ihm am 6. November 1944 einer der ersten Luftsiege über ein Strahlflugzeug, eine im Landeanflug befindliche Me 262, gelang. Zu den 11,5 Abschüssen kommt ein weiterer während eines Trainingsfluges in der Zeit, als er nach seiner Flucht noch nicht wieder zu Kampfeinsätzen zugelassen war. Er schoss hierbei eine Ju 88 ab, die eine beschädigte B-17 Flying Fortress angriff, und rettete somit der B-17-Besatzung das Leben. Da er befehlswidrig angegriffen hatte, wurde der Film aus seiner Schießkamera, der den Abschuss dokumentierte, seinem Flügelmann Eddie Simpson übergeben und diesem somit der Luftsieg zugesprochen. Yeager flog seine 61. und letzte Mission im Zweiten Weltkrieg am 15. Januar 1945 und kehrte im Februar 1945 im Rang eines Captains in die USA zurück. Am 26. Februar 1945 heiratete er seine Freundin Glennis.
In seiner 1986 erschienenen Autobiographie erinnerte sich Yeager mit Abscheu, allerdings auch ohne erkennbare Reue, an die Kriegführung: „Gräueltaten kamen auf beiden Seiten vor.“ (“Atrocities were committed by both sides”). So sei er an einer Mission über deutschem Gebiet beteiligt gewesen, wo der Befehl der 8. amerikanischen Luftflotte gelautet habe, „zu schießen auf alles, was sich bewegte“ (“strafe anything that moved”). Ziel solcher Tieffliegerangriffe sei die Demoralisierung der Bevölkerung gewesen. Im Bewusstsein des verbrecherischen Charakters der bevorstehenden Mission habe er, Yeager, beim Briefing seinem Kameraden Major Donald H. Bochkay zugeflüstert, wenn man solche Dinge tue, sei es verdammt wichtig (“sure as hell better”), am Schluss auf der Siegerseite zu stehen (um nicht dafür belangt zu werden). In seinen Erinnerungen kommentierte Yeager: „Ich bin nicht gerade stolz auf diesen Tieffliegerangriff gegen Zivilisten. Aber es ist passiert, ist aufgezeichnet und haftet in meiner Erinnerung.“ (“I’m certainly not proud of that particular strafing mission against civilians. But it is there, on the record and in my memory.”) Andererseits notierte Yeager, wenn einer der Piloten sich geweigert hätte, an dem Verbrechen teilzunehmen (was wohl nicht vorkam), wäre er vermutlich von einem Kriegsgericht verurteilt worden. Zur Selbstrechtfertigung raisonnierte Yeager, ein Kartoffelbauer, den er erschossen habe, könne nun einmal keinen feindlichen Soldaten mehr ernähren.

### Der Flug durch die „Schallmauer“

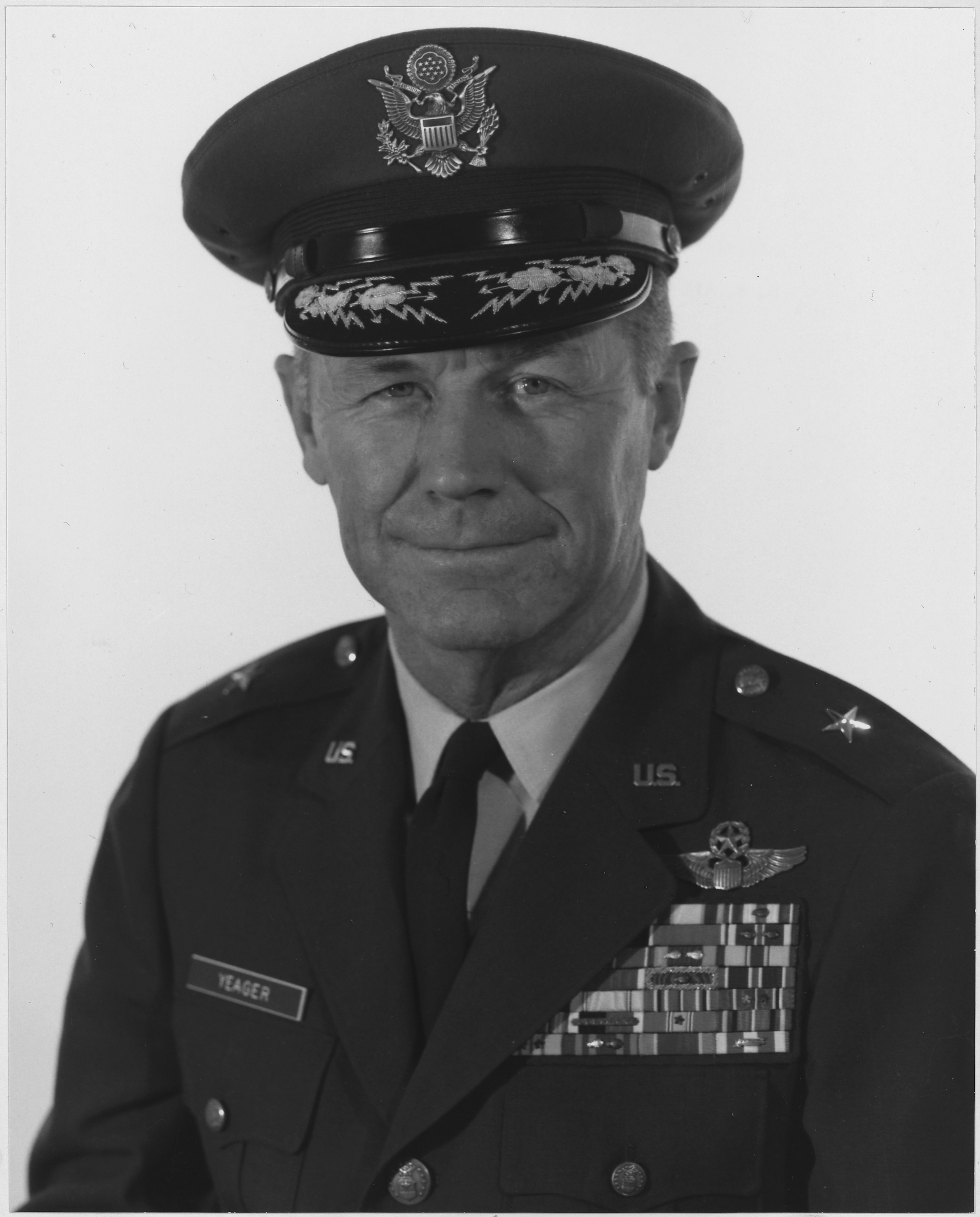
Chuck Yeager, 1969

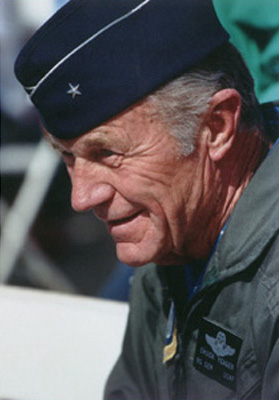
Chuck Yeager, 2000

Yeager blieb nach dem Krieg in der Air Force und wurde Testpilot. Er wurde neben weiteren Piloten wie Bob Hoover ausgewählt, im Rahmen eines Forschungsprogramms das raketengetriebene Flugzeug Bell X-1 zu fliegen. Yeager benannte auch dieses experimentelle Flugzeug nach seiner nunmehrigen Ehefrau – nunmehr unabgekürzt – „Glamorous Glennis“. Am 14. Oktober 1947 gelang Yeager mit diesem Flugzeug in einer Höhe von 13.100 m (43.000 ft) das Durchbrechen der Schallmauer. Unter Temperatur- und Luftdruckbedingungen, bei denen die Schallgeschwindigkeit 1060 km/h beträgt, erreichte er eine Geschwindigkeit von 1125 km/h bzw. Mach 1,06. Anders als bei früheren, nicht belegten Flügen mit Überschallgeschwindigkeit war hierfür jedoch kein Sturzflug nötig gewesen.
Zwei Tage vor diesem Flug hatte er sich bei einem nächtlichen Ausritt mit seiner Frau zwei Rippen gebrochen; er hatte beim Heimritt zu spät erkannt, dass ein Gatter geschlossen war. Aus Angst, nicht zum Flug zugelassen zu werden, ging er nicht in das Krankenhaus seines Stützpunktes, sondern zu einem Tierarzt in der Umgebung und erzählte nur seinem guten Freund Jack Ridley von den gebrochenen Rippen. Diese Verletzung machte es für Yeager unmöglich, die Luke der X-1 zu schließen, sodass ihm Ridley das Ende eines Besenstiels besorgte, das Yeager als Hebel zum Schließen der Luke verwenden konnte. Für den ersten offiziellen Überschallflug wurden ihm 1948 die MacKay Trophy, die Collier Trophy sowie 1954 die Harmon International Trophy verliehen. Die Bell X-1 befindet sich heute in der ständigen Ausstellung des National Air and Space Museum der Smithsonian Institution.

### Weitere Tätigkeit bei der U.S. Air Force
Später brach Yeager zahlreiche weitere Geschwindigkeits- und Höhenrekorde. Außerdem flog er als erster amerikanischer Pilot eine MiG-15, mit der sich zuvor der nordkoreanische Pilot No Kum-sok nach Südkorea abgesetzt hatte. In der zweiten Jahreshälfte 1953 gehörte Yeager zu dem USAF-Team, das an der Entwicklung der X-1A arbeitete. Dieses Flugzeug wurde konstruiert, um Mach 2 im Horizontalflug zu erreichen. Im selben Jahr begleitete er in einem Verfolgungsflugzeug seine enge Freundin Jacqueline Cochran, als sie als erste Frau ein Flugzeug mit Überschallgeschwindigkeit flog. Nachdem Scott Crossfield mit einer Douglas Skyrocket der NACA am 20. November als erster Mensch Mach 2 im Horizontalflug überschritten hatte, entschieden sich Yeager und Ridley, mit der „Operation NACA Weep“ diese Leistung zu übertreffen. Dies gelang ihnen mit ihrem Team am 12. Dezember 1953, als sie eine Geschwindigkeit von Mach 2,44 erreichten. Allerdings verlor Yeager hierbei die Kontrolle über die X-1A. Erst nach einem 51 Sekunden dauernden Trudeln über alle drei Achsen bekam er die Maschine wieder unter Kontrolle und konnte sicher landen.
Zwischen Mai 1955 und Juli 1957 kommandierte Yeager die mit F-86H Sabre ausgerüstete 417th Fighter-Bomber Squadron (50th Fighter-Bomber Wing), die in Hahn im Hunsrück und im lothringischen Toul-Rosières stationiert war. Während seiner Zeit in Deutschland war er Mitglied des Segelflugclubs am Mont Royal bei Traben-Trarbach und ließ sich dort auch zu einem erfolgreichen Jäger ausbilden. Von 1957 bis 1960 kommandierte er die mit F-100D ausgestattete 1st Day Fighter Squadron, die auf der George Air Force Base in Kalifornien und im andalusischen Morón stationiert war.
Nach einem Jahr Studium am Air War College wurde Yeager der erste Kommandant der USAF Aerospace Research Pilot School, die zuvor als USAF Flight Test Pilot School bezeichnet worden war. Sie diente zur Ausbildung von Astronauten für die NASA und die USAF. Dazu wurden unter anderem NF-104 – umgebaute F-104 Starfighter mit einem zusätzlichen Raketentriebwerk – verwendet. 1963 musste sich Yeager bei einem dieser Flüge aus seiner unkontrollierbar gewordenen Maschine herauskatapultieren. Nach der sog. Sitz-Mann-Trennung kollidierte er mit dem Schleudersitz, dessen immer noch glühender Raketentreibstoff in seinen mit reinem Sauerstoff gespeisten Helm eindrang. Yeager zog sich dabei schwere Verbrennungen zu, besonders im Gesicht und an einer Hand, da er versucht hatte, sein Helmvisier zu öffnen. Nach der Landung wurde er von einem Hubschrauber in ein Krankenhaus gebracht, wo er einen Monat lang blieb. Nach seiner Entlassung musste ihm unter großen Schmerzen die Kruste, die sich auf seinen Wunden gebildet hatte, entfernt werden. Bis auf zwei verlorene Fingerspitzen und einige Narben erholte sich Yeager jedoch wieder völlig. Während seiner Zeit an dieser Schule flog er auch die M-2 Lifting Body.
1966 übernahm Yeager das Kommando über die 405th Tactical Fighter Wing auf der Clark Air Base auf den Philippinen. Er flog nochmals 127 Kampfeinsätze über Südvietnam und Südostasien, meistens in einer B-57, einem leichten Bomber. Seine nonchalante Haltung gegenüber moralisch-ethischen Fragen der Kriegführung, die er bereits über Deutschland gezeigt hatte, legte er auch hier an den Tag und bezeugte, er habe „keinerlei philosophische Probleme“ mit dem Krieg. Von seinen jüngeren Kameraden schrieb er anerkennend, dass sie sich aus freien Stücken zu „hochbefähigten berufsmäßigen Killern“ hatten ausbilden lassen.
Im Februar 1968 wurde ihm das Kommando über die 4th Tactical Fighter Wing in Seymour Johnson Air Force Base, North Carolina übertragen. Außerdem führte er den F-4 Phantom-Wing während der Pueblo-Krise in Südkorea.
Am 22. Juni 1969 wurde Yeager zum Brigadegeneral befördert und im Juli desselben Jahres zum stellvertretenden Kommandeur der Seventeenth Air Force ernannt. 1971 wurde er auf Geheiß des damaligen Botschafters Joe Farland nach Pakistan entsandt, um die dortigen Luftstreitkräfte zu beraten. Während des Bangladesch-Krieges wurde bei einem indischen Luftangriff auf den Luftwaffenstützpunkt Chaklala seine zweimotorige Beechcraft zerstört, woraufhin er einen amerikanischen Vergeltungsschlag gefordert haben soll.

### Ziviles Leben danach

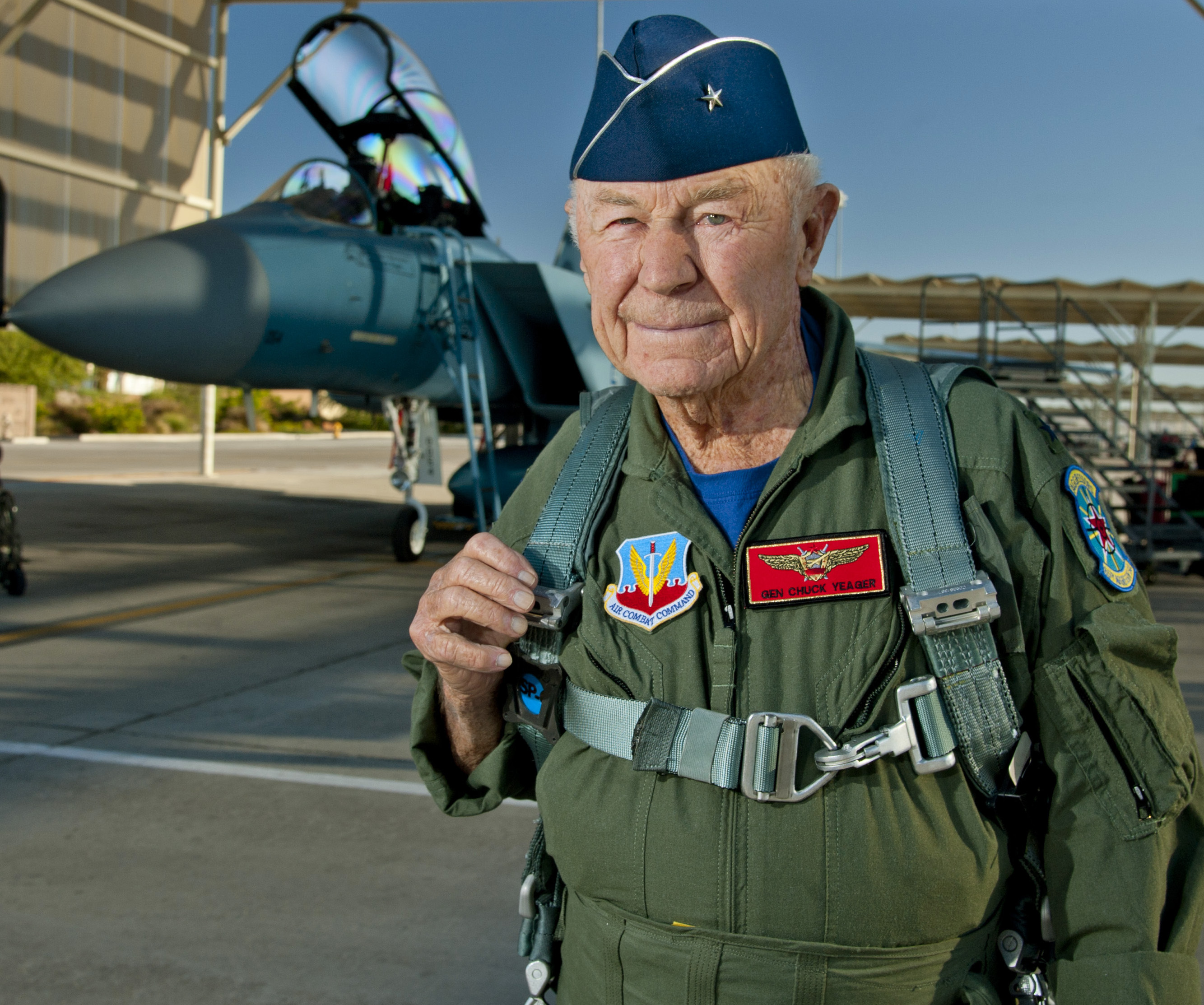
Chuck Yeager, kurz bevor er in eine F-15D als Copilot einsteigt, 2012

Am 1. März 1975 schied Yeager im Rang eines Brigadegenerals aus dem aktiven Dienst der US-Luftwaffe aus. Trotzdem flog er noch gelegentlich für die USAF und die NASA als beratender Testpilot auf der Edwards Air Force Base. Yeagers Flugerfahrung umfasste insgesamt rund 17.000 Flugstunden auf 208 verschiedenen Flugzeugtypen. Er absolvierte niemals ein College, war laut eigenem Bekunden bescheiden in seinen Ansprüchen und wurde als einer der talentiertesten Piloten der USA betrachtet.
Wie er selbst schrieb, interessierte sich Yeager nicht für die politischen Implikationen seines Tuns. In Bezug auf den Zweiten Weltkrieg schrieb er: „Mir war völlig unklar, was die Deutschen mit Hitler und den Nazis am Hut hatten, und es hat mich nicht im geringsten interessiert, weil Geschichte nicht gerade zu meinen Stärken zählte.“
1986 wurde er von Präsident Reagan in die Rogers-Kommission zur Aufklärung der Challenger-Katastrophe berufen.
1990 starb seine Frau Glennis, mit der er vier Kinder hatte. Von 2003 bis zu seinem Tod war er mit seiner zweiten Frau Victoria D’Angelo verheiratet.
Am 14. Oktober 2012, 65 Jahre nach seinem ersten Überschallflug, flog Yeager im Alter von 89 Jahren noch einmal mit Überschallgeschwindigkeit in einer F-15 Eagle, gesteuert von Captain David Vincent, die von der Nellis Air Force Base startete.
Yeager starb am 7. Dezember 2020 in einem Krankenhaus in Los Angeles im Alter von 97 Jahren.

## Ehrungen
1985 überreichte US-Präsident Ronald Reagan Yeager die Freiheitsmedaille („The Presidential Medal of Freedom“), die höchste zivile Auszeichnung der USA. Am 29. Mai 2018 wurde ein Asteroid nach Chuck Yeager benannt: (16425) Chuckyeager.

## Vermarktung
Einige Unternehmen nutzten Yeagers Popularität in der Werbung; so veröffentlichte der US-amerikanische Computerspielehersteller Electronic Arts zwischen 1987 und 1991 insgesamt drei Flugsimulator-Programme, die Yeagers Namen tragen: Chuck Yeager’s Advanced Flight Trainer (1987), Chuck Yeager’s Advanced Flight Trainer 2.0 (1989) und 1991 Chuck Yeager’s Air Combat. Yeager wirkte bei der Entwicklung dieser Software mit und führte den Spieler (im ersten Spiel noch per Tonbandkassette, später per Sprachausgabe) durch spezielle Übungsszenarien.

## Verfilmung
In dem US-Film Der Stoff, aus dem die Helden sind von 1983 wird Chuck Yeager von Sam Shepard gespielt. Yeager selbst hat in dem Film einen Auftritt als Statist in der Bar, am Anfang des Films.

## Werke
- Chuck Yeager, Charles Leerhsen: Press on! Further adventures in the good life. Bantam Books, Toronto u. a. 1988, ISBN 0-553-05333-7.
- Chuck Yeager, Leo Janos: Yeager. An autobiography. Bantam Books, Toronto u. a. 1986, ISBN 0-553-25674-2. Deutsche Ausgabe: Yeager: Schneller als der Schall; die Autobiographie des legendären Fliegergenerals. Goldmann-Verlag, München 1987, ISBN 3-442-08789-9.